# Exorista flavicans
Exorista flavicans là một loài ruồi trong họ Tachinidae.